# Se Puder... Dirija!
Se Puder... Dirija! é um filme de brasileiro de comédia, dirigido por Paulo Fontenelle e protagonizado por Luís Fernando Guimarães. É o primeiro filme brasileiro em live action gravado em tecnologia 3-D. O longa foi lançado nos circuitos nacionais em 30 de agosto de 2013.

## Sinopse
João é um pai ausente que se compromete de pegar o filho na casa da ex-mulher para um passeio. Vendo que está atrasado para o compromisso, ele pega emprestado o carro de uma cliente, sem saber que uma série de imprevistos começarão a acontecer nesse que era para ser um simples dia de diversão entre pai e filho.

## Elenco
- Luís Fernando Guimarães como João[3]
- Leandro Hassum como Ednelson[3]
- Lavínia Vlasak como Ana[3]
- Bárbara Paz como Márcia[3]
- Sandro Rocha[3]
- Reynaldo Gianecchini[3]
- Lívia de Bueno[3]

## Recepção
Se Puder... Dirija! teve recepção geralmente desfavorável por parte da crítica especializada. Com base de 8 revisões da imprensa brasileira, alcançou uma nota de 1,6 de 5 no AdoroCinema.
Do Cinema com Rapadura, Thiago Siqueira disse que o filme é "Inacreditavelmente chato e sem timing, parecendo muito mais longo do que realmente é por conta de sua montagem sem ritmo e falta de conteúdo, "Se Puder… Dirija!" concentra todos os seus esforços em exibir o brinquedo novo dos seus realizadores e falha no objetivo mais básico de uma comédia: fazer rir."